# Peter Danckert
Pour les articles homonymes, voir Danckert.
Peter Danckert (né le 8 juillet 1940 à Berlin et mort le 3 novembre 2022) est un homme politique allemand, membre du SPD.